# John de Burgh
John de Burgh (1286–18 de junio de 1313) fue hijo de Richard Óg de Burgh, II conde del Ulster, y Margaret de Burgh.
Heredero aparente del título de conde de Ulster, se casó en primeras nupcias en Waltham Abbey, Essex, el 30 de septiembre de 1308 con Elizabeth de Clare, hermana del Conde de Gloucester y Hertford. Elizabeth era nieta de Eduardo I de Inglaterra y fue la fundadora del Clare College, Cambridge. Gloucester se casó a su vez con Matilda, hermana de John.
John y Elizabeth tuvieron un hijo:
- William Donn de Burgh, Conde de Ulster (1312–1333)

Murió en Galway al año siguiente, dejando a su hijo William como heredero del Condado.
- Datos: Q2739178